# Гай Юлий Саллюстий Сатурнин Фортунатиан
Гай Ю́лий Саллю́стий Сатурни́н Фортунатиа́н (лат. Gaius Iulius Sallustius Saturninus Fortunatianus) — римский военный и политический деятель второй половины III века.
О происхождении Фортунатиана ничего неизвестно. Между 260 и 268 годом он занимал должность легата пропретора провинции Нумидия. Кроме того, он был консулом-суффектом в неизвестный год, а также комитом императора, по всей видимости, Галлиена.
Его супругой была Вергилия Флорентина. Возможна идентификация Фортунатиана с узурпатором Юлием Сатурнином.